# Badminton 2007
Höhepunkte des Badmintonjahres 2007 waren die Weltmeisterschaft und der Sudirman Cup.
== BWF Super Series ==
| Turnier                    | Herreneinzel    | Dameneinzel    | Herrendoppel                 | Damendoppel                  | Mixed                         |
| -------------------------- | --------------- | -------------- | ---------------------------- | ---------------------------- | ----------------------------- |
| Malaysia Super Series      | Peter Gade      | Zhu Lin        | Koo Kien Keat Tan Boon Heong | Gao Ling Huang Sui           | Zheng Bo Gao Ling             |
| Korea Open Super Series    | Lin Dan         | Xie Xingfang   | Jung Jae-sung Lee Yong-dae   | Gao Ling Huang Sui           | Zheng Bo Gao Ling             |
| All England Super Series   | Lin Dan         | Xie Xingfang   | Koo Kien Keat Tan Boon Heong | Wei Yili Zhang Yawen         | Zheng Bo Gao Ling             |
| Swiss Super Series         | Chen Jin        | Zhang Ning     | Koo Kien Keat Tan Boon Heong | Yang Wei Zhang Jiewen        | Lee Yong-dae Lee Hyo-jung     |
| Singapore Super Series     | Boonsak Ponsana | Zhang Ning     | Fu Haifeng Cai Yun           | Wei Yili Zhang Yawen         | Flandy Limpele Vita Marissa   |
| Indonesia Super Series     | Lee Chong Wei   | Wang Chen      | Fu Haifeng Cai Yun           | Du Jing Yu Yang              | Zheng Bo Gao Ling             |
| China Masters Super Series | Lin Dan         | Xie Xingfang   | Fu Haifeng Cai Yun           | Liliyana Natsir Vita Marissa | Zheng Bo Gao Ling             |
| Japan Super Series         | Lee Chong Wei   | Tine Rasmussen | Candra Wijaya Tony Gunawan   | Yang Wei Zhang Jiewen        | Zheng Bo Gao Ling             |
| Denmark Super Series       | Lin Dan         | Lu Lan         | Koo Kien Keat Tan Boon Heong | Yang Wei Zhang Jiewen        | He Hanbin Yu Yang             |
| French Super Series        | Lee Chong Wei   | Xie Xingfang   | Fu Haifeng Cai Yun           | Wei Yili Zhang Yawen         | Flandy Limpele Vita Marissa   |
| China Open Super Series    | Bao Chunlai     | Wong Mew Choo  | Markis Kido Hendra Setiawan  | Gao Ling Zhao Tingting       | Nova Widianto Liliyana Natsir |
| Hong Kong Super Series     | Lin Dan         | Xie Xingfang   | Markis Kido Hendra Setiawan  | Du Jing Yu Yang              | Nova Widianto Liliyana Natsir |

== BWF Grand Prix ==
| Veranstaltung           | Herreneinzel            | Dameneinzel       | Herrendoppel                            | Damendoppel                          | Mixed                                |
| ----------------------- | ----------------------- | ----------------- | --------------------------------------- | ------------------------------------ | ------------------------------------ |
| Asienmeisterschaft      | Taufik Hidayat          | Jiang Yanjiao     | Choong Tan Fook Lee Wan Wah             | Yang Wei Zhao Tingting               | He Hanbin Yu Yang                    |
| Thailand Open           | Chen Hong               | Zhu Lin           | Lee Jae-jin Hwang Ji-man                | Gao Ling Huang Sui                   | He Hanbin Yu Yang                    |
| Philippines Open        | Lee Chong Wei           | Zhou Mi           | Koo Kien Keat Tan Boon Heong            | Chien Yu-chin Cheng Wen-hsing        | Nova Widianto Liliyana Natsir        |
| India Open              | nicht ausgetragen       | nicht ausgetragen | nicht ausgetragen                       | nicht ausgetragen                    | nicht ausgetragen                    |
| Chinese Taipei Open     | Sony Dwi Kuncoro        | Wang Chen         | Markis Kido Hendra Setiawan             | Chien Yu-chin Cheng Wen-hsing        | Flandy Limpele Vita Marissa          |
| Macau Open              | Chen Jin                | Xie Xingfang      | Koo Kien Keat Tan Boon Heong            | Gao Ling Huang Sui                   | Xie Zhongbo Zhang Yawen              |
| Russian Open            | Lu Yi                   | Wang Yihan        | Kristof Hopp Ingo Kindervater           | Du Jing Yu Yang                      | Nadieżda Kostiuczyk Robert Mateusiak |
| German Open             | Lin Dan                 | Xie Xingfang      | Lee Jae-jin Hwang Ji-man                | Yang Wei Zhang Jiewen                | Zheng Bo Gao Ling                    |
| Panamerikameisterschaft | Stephan Wojcikiewicz    | Anna Rice         | Mike Beres William Milroy               | Fiona McKee Charmaine Reid           | Howard Bach Eva Lee                  |
| New Zealand Open        | Andre Kurniawan Tedjono | Zhou Mi           | Chan Chong Ming Hoon Thien How          | Ikue Tatani Aya Wakisaka             | Devin Lahardi Fitriawan Lita Nurlita |
| US Open                 | Lee Tsuen Seng          | Jun Jae-youn      | Tadashi Ohtsuka Keita Masuda            | Miyuki Maeda Satoko Suetsuna         | Keita Masuda Miyuki Maeda            |
| Bitburger Open          | Lu Yi                   | Wang Yihan        | Mathias Boe Carsten Mogensen            | Yang Wei Zhang Jiewen                | Kristof Hopp Birgit Overzier         |
| Dutch Open              | Lee Yen Hui Kendrick    | Li Wenyan         | Rian Sukmawan Yonathan Suryatama Dasuki | Anastasia Russkikh Ekaterina Ananina | Rasmus Bonde Christinna Pedersen     |
| Vietnam Open            | Roslin Hashim           | Zhu Jingjing      | Kwon Yi-goo Ko Sung-hyun                | Natalia Poluakan Yulianti CJ         | Yulianti CJ Tontowi Ahmad            |

==Veranstaltungen==
| - 16. Januar – 21. Januar Malaysia Open - 23. Januar – 28. Januar Korea Open - 25. Januar – 28. Januar Swedish International Stockholm - 22. Februar – 25. Februar Austrian International - 1. März – 4. März Croatian International - 6. März – 11. März All England - 13. März – 18. März Swiss Open - 22. März – 25. März Romanian International - 29. März – 1. April Finnish International - 12. April – 15. April Dutch International - 12. April – 15. April Peru International - 19. April – 21. April Miami PanAm International - 19. April – 22. April Portugal International - 26. April – 29. April Polish Open - 1. Mai – 6. Mai Singapur Open - 8. Mai – 13. Mai Indonesia Open - 24. Mai – 27. Mai Spanish International - 25. Mai – 27. Mai Australian Open - 30. Mai – 2. Juni Singapur International - 7. Juni – 10. Juni Carebaco-Meisterschaft - 10. Juni – 17. Juni Sudirman Cup - 27. Juni – 1. Juli Europapokal - 3. Juli – 8. Juli Thailand Open - 10. Juli – 15. Juli China Masters - 12. Juli – 15. Juli Victoria International - 13. Juli – 15. Juli St. Petersburg White Nights - 19. Juli – 22. Juli North Shore City International - 12. Juli – 23. Juli Afrikaspiele - 14. Juli – 20. Juli Panamerikaspiele (Badminton) - 17. Juli – 22. Juli Philippines Open - 8. August – 18. August Universiade - 13. August – 19. August Badminton-Weltmeisterschaft 2007 - 20. August – 26. August Juniorenafrikameisterschaft | - 21. August – 23. August Europa gegen Asien - 28. August – 1. September Surabaya Challenge - 28. August – 2. September US Open - 30. August – 2. September Turkey International - 3. September – 6. September South Pacific Games - 5. September – 8. September Canada Open - 6. September – 9. September Belgian International - 6. September – 9. September Ballarat International - 11. September – 16. September Japan Open - 13. September – 16. September Waikato International - 18. September – 23. September Chinese Taipei Open - 20. September – 23. September Czech International - 27. September – 30. September Slovak International - 2. Oktober – 7. Oktober Macau Open - 2. Oktober – 7. Oktober Bitburger Open - 4. Oktober – 7. Oktober Bulgarian International - 11. Oktober – 14. Oktober Cyprus International - 16. Oktober – 21. Oktober Dutch Open - 23. Oktober – 28. Oktober Denmark Open - 25. Oktober – 4. November Juniorenweltmeisterschaft - 30. Oktober – 4. November French Open - 1. November – 4. November Hungarian International - 6. November – 11. November Vietnam Open - 8. November – 11. November Iceland International - 15. November – 18. November Norwegian International - 20. November – 25. November China Open - 22. November – 25. November Scottish Open - 27. November – 2. Dezember Hong Kong Open - 29. November – 2. Dezember Welsh International - 6. Dezember – 9. Dezember Irish Open - 11. Dezember – 14. Dezember Italian International - 18. Dezember – 22. Dezember Greece International |